# Juan Funes
Juan Francisco Funes Arjona, más conocido como Juan Funes (Loja, Granada, 26 de junio de 1983), es un entrenador de fútbol español, que actualmente dirige al Atlético Malagueño de la Tercera División RFEF.

## Carrera deportiva
El entrenador granadino comenzó su trayectoria en los banquillos como segundo entrenador del Loja CD en la Tercera División de España, a las órdenes de Fernando Estévez Martín, con el que logró el ascenso a la Segunda División B de España.
En temporada 2013-14, tras la marcha de Fernando Estévez Martín, se convierte en entrenador del Loja CD en la Tercera División de España.
En temporada 2014-15, se convierte en segundo entrenador del CD Guijuelo de la Segunda División B de España, para volver a trabajar con Fernando Estévez Martín.
En enero de 2015, se hace cargo del Vélez CF en la Tercera División de España.
En verano de 2015, regresa al Loja CD, para dirigirlo durante dos temporadas en la Tercera División de España.
En verano de 2017, firma por el CD El Palo de la Tercera División de España, al que dirige durante tres temporadas. En su primera temporada en el conjunto malagueño, acabó la temporada 2017-18 décimo clasificado con 67 puntos, con un balance de 19 victorias, 10 empates y 13 derrotas. En la temporada 2018-19, acabaría en cuarta posición en la liga regular y jugaría los play-offs de ascenso a la Segunda División B de España.
El 1 de julio de 2020, firma como entrenador del Atlético Malagueño de la Tercera División de España, por dos temporadas.
El 25 de enero de 2022, tras la destitución de José Alberto, se hace cargo de manera provisional del primer equipo del Málaga CF de la Segunda División de España, hasta la llegada al banquillo malagueño de Natxo González.

## Trayectoria como entrenador
| Club                        | País   | Año             |
| --------------------------- | ------ | --------------- |
| Loja CD (2º Entrenador)     | España | 2009-2013       |
| Loja CD                     | España | 2013-2014       |
| CD Guijuelo (2º Entrenador) | España | 2014            |
| Vélez CF                    | España | 2015            |
| Loja CD                     | España | 2015-2017       |
| CD El Palo                  | España | 2017-2020       |
| Atlético Malagueño          | España | 2020-Actualidad |